# Bomarea herrerae
Bomarea herrerae är en alströmeriaväxtart som beskrevs av Julio César Vargas Calderón. Bomarea herrerae ingår i släktet Bomarea och familjen alströmeriaväxter. Inga underarter finns listade i Catalogue of Life.